# Broncoespasmo

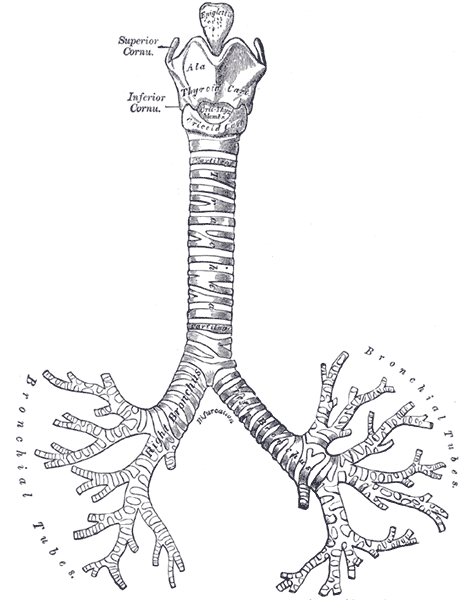
Diagrama dos brônquios.

Na medicina, entende-se por broncoespasmo ao estreitamento da luz bronquial como consequência da contração da musculatura dos brônquios, o que causa dificuldades para respirar. Também pode ser definido como espasmos nos brônquios que impedem a passagem do ar até os pulmões. Pode ser definido, também, como uma constrição reversível de vias aéreas pequenas do trato respiratório distal. Normalmente é controlado mediante o uso de bronco-dilatadores, que cumprem a função de expandir os brônquios e permitir a passagem do ar. Alguns deles são inalados por via oral, enquanto outros são usados via intravenosa.

## Causas
O broncoespasmo pode ocorrer por vários tipos de problemas nos brônquios. Entre eles estão:

### Inflamação do brônquio
O brônquio é uma estrutura tubular que tem a função de transportar ar até os alvéolos, no interior do pulmão e expulsá-lo ao exterior. Normalmente os brônquios veiculam uma quantidade fixa de ar ao pulmão. Entretanto, quando se produz a inflamação da mucosa bronquial fica mais estreita a passagem. Secundariamente, a própria inflamação põe em marcha mecanismos que conduzem à contração do músculo do brônquio, o que causa o broncoespasmo e aguça o estreitamento bronquial. Isso leva a uma menor quantidade de ar que chega aos alvéolos e põe em marcha um mecanismo de defesa do organismo: o aumento da frequência respiratória (taquipnéia) às vezes acompanhada de tosse.

### Broncoespasmo induzido por exercício (BIE)
O broncoespasmo induzido por exercício é uma das formas mais conhecidas de broncoespasmo. Consiste na apresentação do broncoespasmo quando se realiza uma atividade física moderada ou intensa, causando uma redução do volume respiratório e, portanto, diminuição da capacidade de resistência.
Pode estar relacionado com o fato de se respirar ar mais frio e seco que o ar que está dentro dos pulmões. Isso se deve a que com a atividade física aumenta a demanda por oxigênio e se produz um aumento do volume inspiratório assim como da frequência respiratória. Ambas situações diminuem o efeito umidificador e calentador da mucosa nasal sobre o ar inspirado. O BIE é mais frequente em algumas épocas do ano, quando a pessoa padece de asma crônica, ou quando as pessoas tendem a ter problemas relacionados com alergias.

### Hiper-reatividade bronquial
Em alguns pacientes a mucosa bronquial tem reação de forma exagerada a estímulos que são normais para outros indivíduos, originando um broncoespasmo. A isso se dá o nome de hiper-reatividade bronquial. Entre os agentes que desencadeam o quadro podem estar infecções respiratórias, substâncias do ambiente (pólen, humus) ou inclusive fármacos. A reação está presente em situações variadas: bronquiolitis, asma, reação anafilática ou reação urticarial grave, entre outras.  Também pode ser causada por um simples quadro de catarro, sendo um dos motivos mais frequêntes de hiper-reatividade bronquial. Devido a ele, nas crianças pequenas pode apresentar-se frequentemente. Não obstante, em adultos, a asma é um dos causadores principais da hiper-reatividade bronquial.

### Broncoespasmo paradóxico
Também existe um tipo de broncoespasmo produzido por um broncodilatador simpaticomimético. Isso se deve a reações contrárias às normalmente produzidas por um bronco-dilatador, causando a constrição ou obstrução das vias respiratórias imediatamente depois de ter sido tratado por ele.

### Outras causas
Calcula-se que um terço das crianças pequenas apresentam ou apresentarão um quadro de broncoespasmo. Normalmente é por infecções respiratórias leves, devido à inflamação dos brônquios. Entretanto, também pode ser motivo, o fato de que uma pessoa, seja jovem ou adulta, tenha antecedentes familiares de asma ou qualquer outra alergia. Isso afeta sobremaneira, pois pode ser uma das principais causas do asma.

## Tratamentos
Antes de aplicar o tratamento, primeiro se deve ver a gravidade ou severidade do quadro. São estabelecidos 2 níveis: quadros leves e moderados ou quadros severos ou muito prolongados. Dependendo do nível podem ser aplicados os tratamentos necessários para diminuir o quadro de broncoespasmo na pessoa.

### Quadros leves
Quando trata-se de quadros leves e moderados, se empregam os seguintes tratamentos.
- Bronco-dilatadores de alívio rápido: Podem ser usados alguns como salbutamol (albuterol), salmeterol, pirbuterol, terbutalina que são administrados por nebulização ou aerossol.
- Estabilizadores dos mastócitos: nedocromil sódico ou cromolina sódica.
- Bronco-dilatadores de ação prolongada: Alguns deles são o formoterol ou salmeterol.
- Antileucotrieno: São conhecidos alguns como montelucast sódico ou zafirlucaste.

Alguns destes medicamentos são tomados 15 a 30 minutos antes de realizar uma atividade física ou no momento que apresentar um quadro leve de broncoespasmo. Alguns deles tem uma ação de proteção de até 24 horas de duração. Entretanto, os outros bronco-diltadores só apresentam uma ação que vai de 3 a 6 horas.
Quando são feitos exercícios, é importante o uso de alguns bronco-dilatadores de alívio rápido para diminuir os sintomas. Também se recomenda evitar fazer exercícios ou atividades, particularmente em pessoas com algum tipo de alergia ou asma crônica, em condições onde a temperatura seja extremamente fria ou haja altos níveis de pólen. Algumas vezes, para prevenir esses quadros leves, se empregam medicamentos preventivos. Vários dos mencionados acima são medicamentos preventivos. Também, podem ser realizados esses tratamentos preventivos, mediante o uso de corticóides inalados. Diminuindo efetivamente dessa maneira, a severidade, assim como a recorrência dos broncoespasmos.

### Quadros severos ou muito prolongados
Quando aparece esse tipo de quadro, o tratamento empregado é à base de bronco-dilatadores e corticóides. Estes são administrados via oral ou intravenosa. Normalmente, logo após apresentar um quadro severo, são aplicados tratamentos preventivos para assim evitar broncoespasmos frequêntes.
Em crianças menores de 6 anos com broncoespasmo, com os tratamentos adequados e inclusive às vezes na ausência de tratamento, isso pode desaparecer com os anos. Todavia, em pessoas que tenham familiares com antecedentes de asma, quando se apresentam quadros de broncoespasmo (leves ou severos), estes podem converter-se em asma crônica.